# Bertil Sännås
Bertil Rikard Sännås, tidigare Johansson, född 29 januari 1911 i Östra Torsås församling, Kronobergs län, död 23 februari 1981, var en svensk ämbetsman.
Sännås, som var son till landstingsman A.H. Johansson och Nanny Franzén, studerade vid Grimslövs folkhögskola 1932–1933. Han var studiesekreterare i Socialdemokratiska ungdomsförbundet (SSU) 1937–1940, förbundssekreterare 1940–1943, ordförande där 1943–1946 och redaktör för Frihet 1943–1946. Han blev extra ordinarie byrådirektör vid Arbetsmarknadsstyrelsen 1948, var byråchef där 1961–1962 (extra ordinarie 1953) samt generaldirektör och chef för Bostadsstyrelsen 1962–1977. Han utgav Till luta och gitarr (1942), Till ungdomen och idéerna (tillsammans med Hilding Färm, 1944).